# دریاچه باریک غربی
دریاچه باریک غربی (انگلیسی: Slender West Lake) که به نام چینی معیار خود شوکسیهو و نام‌های دیگر نیز شناخته می‌شود، یک دریاچه دیدنی در منطقه هانجیانگ در مرکز یانگژو، چین است. این دریاچه از خندق‌های شهری دودمان تانگ یانگژو توسعه یافته است. در دوران دودمان چینگ فهرست دودمان‌های تاریخ چین، کرانه رودخانه آن محل استقرار عمارت‌های متعدد ثروتمندان منطقه از جمله دانش‌پژوه-رسمیها و تاجران نمک بود. این دریاچه و برخی از جاذبه‌های آن به عنوان یک پارک ملی و جاذبه گردشگری بازسازی شده‌اند.

## نام‌ها
در تاریخ چین، دریاچه باریک غربی کنونی به عنوان بخشی از رودخانه شناخته می‌شد و با نام‌های گوناگونی همچون پائوشان، چانگچون، بائویانگ یا نهر بائوژانگ خوانده می‌شد. تا اواخر قرن هفدهم، این منطقه به‌طور گسترده به عنوان دریاچه باریک غربی شناخته شد و این نام در اثر Yángzhōu Gǔchuī Cíxù که توسط وو چی (۱۶۱۹–۱۶۹۴) گردآوری شده بود، ثبت شد.
این نام در سال ۱۷۳۶ در شعر چینی «در ستایش رود بائوژانگ (《咏保障河》, Yǒng Bǎozhàng Hé) که توسط وانگ هنگ (汪沆, Wāng Hàng; 1704–۱۷۸۴) نوشته شد، بیشتر رواج یافت. وانگ شاگرد لی ئه بود که پیش از آن اثر خود را دربارهٔ سوابق دریاچه غربی (《西湖志》, Xīhú Zhì) دربارهٔ تاریخ هانگژو به پایان رسانده بود. در شعر وانگ، این شهر به عنوان مکانی مرفه و جذاب توصیف شده است.

## جغرافیا
دریاچه باریک غربی بین هانجیانگ و گوانگلینگ در مرکز یانگژو در جیانگسو و شرق چین واقع شده است. این دریاچه در ابتدا بخشی از خندق‌های کانال‌ها و نهرهای اطراف یانگژو بود و در شمال‌غربی استحکامات مربوط به دوران سونگ، مینگ و چینگ این شهر قرار دارد. این دریاچه از دریاچه بائوژانگ در شمال تا بقایای خندق دوران چینگ در جنوب امتداد دارد. منطقه دیدنی دریاچه باریک غربی شامل دریاچه بائوژانگ و برخی جزایر و مسیرهای آبی اضافی در غرب آن است.
دریاچه کنونی دارای طولی در حدود ۳٫۴ کیلومتر (۲٫۱ مایل) و مساحتی در حدود ۳۰ هکتار (۰٫۱۲ مایل مربع) است. منطقه دیدنی اطراف آن حداقل ۱۲۰ هکتار (۰٫۴۶ مایل مربع) وسعت دارد.
دریاچه در سوی مقابل شهر قدیمی، در مجاورت آبراه بزرگ چین در شرق آن قرار دارد. با این حال، این دو از طریق نهرها در طول مسیر خود به هم متصل شده‌اند: در شمال، توسط دریاچه بائوژانگ و امتداد مدرن کانال هان (هانگئو) Hángōu)؛ در وسط، توسط نهر Caohe (漕河, Cáo Hé)؛ و در جنوب، توسط نهر یودای Yùdài Hé)} یا نهر Erdao (二道河, Èrdào Hé)}، پارک نیلوفر آبی و نهر Andun (安墩河, Āndūn Hé) به هم متصل شده‌اند.

## تاریخچه

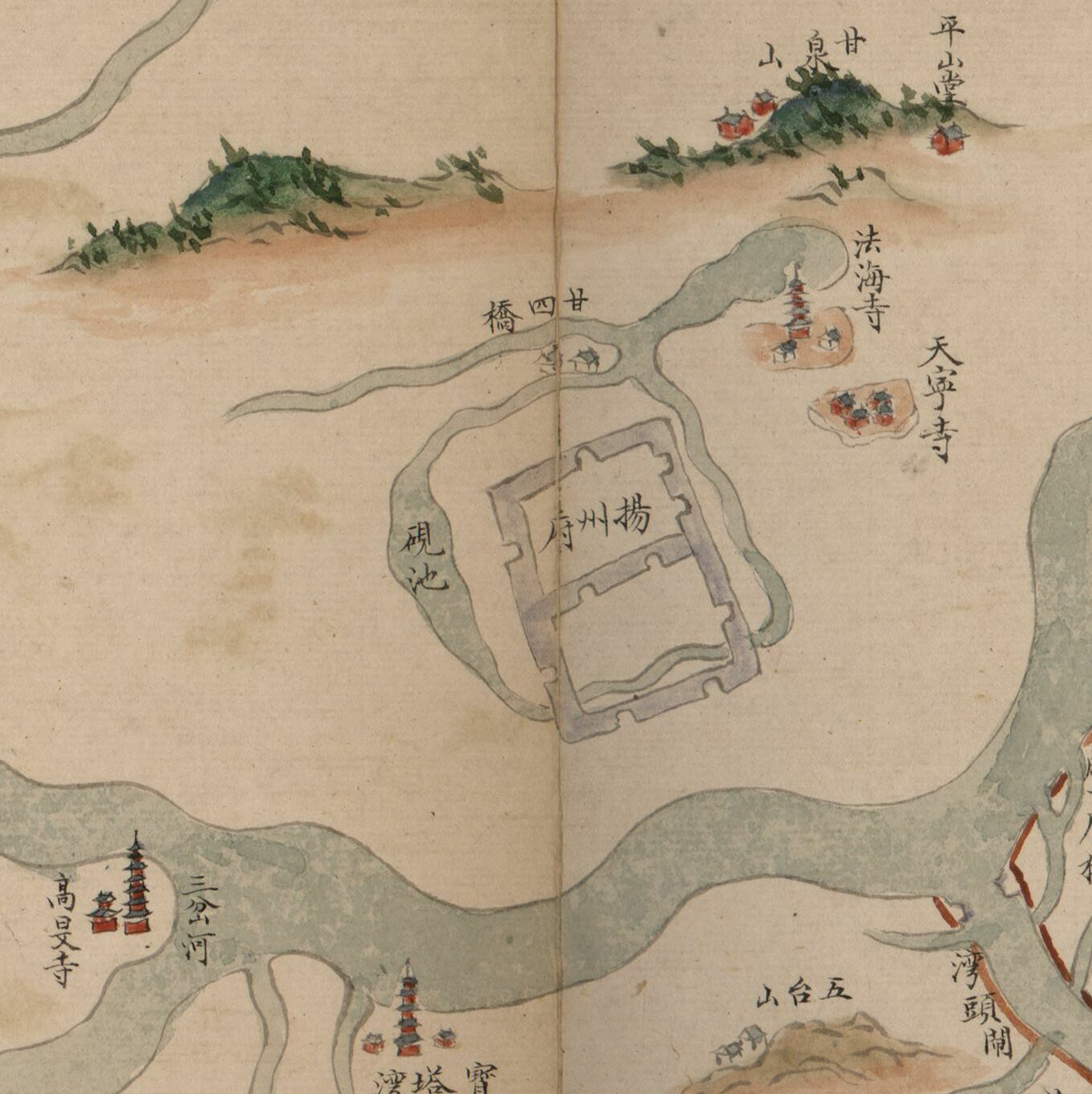
یانگژو در دورهٔ چینگ، دریاچهٔ باریک غربی با پل ۲۴ دهانه‌اش مشخص شده است.

با وجود قرن‌ها رونق یانگژو به‌عنوان یکی از مراکز اصلی آبراه بزرگ چین، منطقهٔ اطراف دریاچهٔ باریک غربی تا دوران امپراتور چیان‌لونگ از دودمان چینگ در میانهٔ دههٔ ۱۷۰۰ توسعهٔ چندانی نیافته بود. این منطقه همراه با سایر بخش‌های شهر، در جریان فتح چینگ و کشتار یانگژو در مه ۱۶۴۵ به‌شدت آسیب دیده بود. با این حال، در دورهٔ چینگ، ثروت فراوان دانش‌پژوهان-رسمی و تاجران نمک این منطقهٔ آبراه بزرگ چین صرف ساخت عمارت‌های مجلل خصوصی و باغ‌های تماشایی، همراه با رستوران‌ها و چایخانه‌های معروف در سطح ملی و تزئیناتی برای پذیرایی از امپراتوران و مقامات چینگ، به‌ویژه امپراتور چیان‌لونگ شد. این دریاچه برای میزبانی کاروان امپراتوری، به‌ویژه در دومین بازدید او در سال ۱۷۵۷، لایروبی و گسترش یافت. برخی از بناهای اصلی منطقه به‌گونه‌ای طراحی شده‌اند که عامدانه ویژگی‌های مکان‌های دیگر را تقلید کنند. این منطقه در جریان شورش تایپینگ در دهه‌های ۱۸۵۰ و ۱۸۶۰ به‌شدت آسیب دید، اما پس از آن بازسازی گسترده‌ای روی آن انجام شد.
دریاچه در سال ۱۹۷۹ کاملاً لایروبی شد و امکان عبور قایق‌ها به معبد دامینگ فراهم گردید. این اقدام بخشی از برنامهٔ دیپلماسی فرهنگی بود که به موجب آن توشودای-جی در استان نارا اجازه داد مجسمهٔ قرن هشتمی بهکشو و مبلغ مذهبی جیان‌ژن برای نمایش موقت به معبد اصلی‌اش در سرزمین اصلی چین بازگردانده شود. این دریاچه در سال ۱۹۸۸ به‌عنوان یک پارک ملی ثبت شد.
یک خاکریز بلند با بید مجنونها در امتداد دریاچه کشیده شده است. در میانهٔ این مسیر، سکویی مربع‌شکل با غرفه‌هایی در چهار گوشه و یک غرفه در مرکز آن قرار دارد. در اطراف دریاچه، پارکی با چندین جاذبه وجود دارد، از جمله: باغ شو، پاگودای سفید معبد لیانشینگ که نسخه‌ای از برج مشابه آن در پارک بی‌های پکن است؛ پل پنج غرفه؛ کوه کوچک طلایی (شیاو جین‌شان) و سکوی ماهیگیری (دیاویو تای) که یکی از مکان‌های مورد علاقهٔ امپراتور چیان‌لونگ بود. امپراتور از بخت خوبش در ماهیگیری در این مکان چنان خشنود شد که دستور اعطای کمک‌هزینه‌های اضافی به شهر را صادر کرد. با این حال، موفقیت او به‌لطف شناگران محلی بود که در آب پنهان شده و ماهی‌ها را به قلاب او متصل می‌کردند. پل کنونی ۲۴ دهانه (ارشیسی چیائو یا نیانسی چیائو) در محل اصلی خود قرار ندارد و احتمالاً نامش از اشتباهی ناشی شده که بین ۲۴ پلی که در دورهٔ تانگ در یانگژو ثبت شده بود، رخ داده است؛ این اشتباه به‌دلیل نبود تمایز بین اشکال مفرد و جمع در زبان چینی پدید آمده است.

## میراث
شعر وانگ هان همچنان مایهٔ افتخار شهر است و منطقهٔ دریاچهٔ باریک غربی به‌عنوان یکی از جاذبه‌های مهم گردشگری شناخته می‌شود. با این حال، ژو زی‌چینگ این مقایسه را در قیاس با هانگژو نادرست می‌دانست؛ او علی‌رغم لذت بردن از کانال‌های فراوان یانگژو، باریکی دریاچه را نامطلوب می‌پنداشت.

## یادداشت
1. ↑  城北一水通平山堂，名瘦西湖，本名保障湖。
2. ↑  垂杨不断接残芜，雁齿虹桥俨花图。
也是销金一锅子，故应唤作瘦西湖。